# Cephalophrixothrix columbianus
Cephalophrixothrix columbianus är en skalbaggsart som beskrevs av Wittmer 1976. Cephalophrixothrix columbianus ingår i släktet Cephalophrixothrix och familjen Phengodidae. Inga underarter finns listade i Catalogue of Life.